# Перемишльська вулиця (Київ, історична)
Пере́мишльська ву́лиця — зникла вулиця, що існувала в Подільському районі міста Києва, місцевість Вітряні гори. Пролягала від Галицької вулиці до Водяного провулку.

## Історія
Виникла в 1-й половині XX століття як дві окремі вулиці — 225-а Нова та 273-я Нова. Назву Перемишльська, як об'єднання двох вулиць, вулиця отримала близько 1953 року.
Ліквідована у зв'язку зі зміною забудови наприкінці 1970-х — на початку 1980-х років.